# Wilhelm Olbers Focke
Wilhelm Olbers Focke (* 5. April 1834 in Bremen; † 29. September 1922 in Bremen) war ein deutscher Arzt und Botaniker. Sein botanisches Autorenkürzel lautet „Focke“.

## Biografie
Focke war der Sohn des Richters Dr. Wilhelm Focke (1805–1865), Urenkel des Arztes und Astronomen Wilhelm Olbers und der Bruder des Museumsgründers Johann Focke. Er besuchte das Alte Gymnasium in Bremen. Von 1853 bis 1858 studierte er Medizin an der Universität Bonn, der Universität Würzburg, der Universität Wien und der Universität Berlin. Er promovierte in Würzburg zum Dr. med. Danach war er von 1858 bis 1860 in der Irrenanstalt, gegründet von Friedrich Engelken (1744–1815), in Bremen-Oberneuland tätig. Ab 1861 war er praktischer Arzt in Bremen, von 1864 bis 1867 Leitender Arzt in der Krankenanstalt Bremen (als Nachfolger von Carl Eduard Lorent, ihm folgte Friedrich Scholz), von 1871 bis 1886 Polizeiarzt und zudem von 1874 bis 1901 Hausarzt der Strafanstalt Oslebshausen in Bremen-Gröpelingen. Ab 1886 wurde er in den Gesundheitsrat berufen und war von 1901 bis 1904 als Medizinalrat Geschäftsführer dieser Institution.
Von 1870 bis 1874 war als Vertreter der 1. Klasse im bremischen Achtklassenwahlrecht Mitglied der Bremer Bürgerschaft.
Der Kaufmann und Kunstfreund Julius Focke (1882–1937) war sein Sohn.

## Werke
Bekannt wurde er durch seine Publikationen zur Psychiatrie und zum Gesundheitswesen. 1855 veröffentlichte er ein botanisches Werk, die Flora Bremensis. Auch Schriften zu Geologie, Kulturgeschichte, Abstammung und mehrere Biografien wurden von ihm verfasst. Viele Abhandlungen erschienen beim Naturwissenschaftlichen Verein zu Bremen.
1881 erschien sein bedeutendes Werk Die Pflanzen-Mischlinge, Ein Beitrag zur Biologie der Gewächse, ein Übersichtswerk, das das damalige Wissen zusammenfasste. In dem Werk prägte er den genetischen Begriff der Xenie als Veränderung des Samens einer in Bezug auf gewisse Gene rezessiven Pflanze. Auch den Begriff der Pseudogamie führte er darin ein. Das Werk ist außerdem deshalb von Bedeutung, da es eines der wenigen zeitgenössischen Werke war, die Gregor Mendels Arbeiten zitierten. Das Buch erwähnt Mendel an mehreren Stellen. In einem Satz (S. 110) vermerkt er auch, dass Mendel konstante Zahlenverhältnisse unter den Nachkommen glaubte gefunden zu haben: Mendels zahlreiche Kreuzungen ergaben Resultate, die den Knight'schen ganz ähnlich waren, doch glaubte Mendel constante Zahlenverhältnisse zwischen den Typen der Mischlinge zu finden. Nach der Wiederentdeckung der Mendelschen Lehre griff man vor allem zu diesem Werk, um die Originalschriften Mendels aufzusuchen, die an abgelegener Stelle veröffentlicht worden waren (Verhandlungen des Naturforschenden Vereines in Brünn). Charles Darwin erhielt im November 1880 ein Exemplar, das er aber größtenteils ungelesen an G. J. Romanes weitergab, der den Artikel Hybridism in der Encyclopedia Britannica schrieb.

## Ehrungen
Ihm zu Ehren wurde die Gattung Fockeanthus H.R.Wehrh. aus der Pflanzenfamilie der Glockenblumengewächse (Campanulaceae) benannt.

### Bibliographie
- Über die Vermehrung der Weiden. 1872.
- Synopsis Ruborum Germaniae. 1877.
- Die Verbreitungsmittel der Leguminosen. 1878.
- Die Pflanzen-Mischlinge, Beitrag zur Biologie der Gewächse. Berlin: Borntraeger 1881. Archive
- Die Verbreitungsmittel der Hutpilze. 1883.
- Die Keimung von Kerria und die natürliche Gruppe der Kerrieae. 1892.
- Pflanzenbiologische Skizzen. 1893.
- Fehlen der Schläuche bei Utricularia. 1893.
- Eine Birne mit zweierlei Blättern. 1894.
- Pflanzenbiologische Skizzen. 1895.
- Rückschlag bei einer Hortensie. 1897.
- Über die Keimpflanzen der Stein- und Kernobstgewächse. 1900.
- Fruchtansatz bei Birnen. 1909.
- Species Ruborum. Monographiae generis Rubi Prodromus. Bd. 1, 1910.
- Species Ruborum. Monographieae generis Rubi Prodromus. Bd. 2, 1911.
- Species Ruborum. Monographieae generis Rubi Prodromus. Bd. 3, 1914.